# Лазоревый замок
Лазоревый замок (англ. The Blue Castle) — роман 1926 года канадской писательницы Люси Мод Монтгомери, прославившейся детским произведением «Энн из Зелёных Мезонинов» (1908). Это один из немногих романов Монтгомери для взрослой аудитории, наряду с «В паутине'», и единственная книга, всё действие которой происходит за пределами острова Принца Эдуарда.
Сюжет разворачивается в начале 1920-х годов в вымышленном канадском городе Дирвуд, регионе Онтарио. Прообразам послужило местечко Бала в Онтарио, который Монтгомери посетила в 1922 году.

## Сюжет
29-летняя Валенси Стирлинг всю жизнь прожила со своей семьёй, которая относилась всегда к ней, как к ребёнку. Узнав о смертельной болезни, молодая женщина решает отпущенное время пожить в своё удовольствие и переезжает. Она устраивается помощницей в доме умирающей подруги Сисси Гэй.
В детстве они были дружны, а теперь Сисси порицаема в обществе за рождение ребёнка вне брака и её часто пьяного и грубого отца Абеля. Валенси заводит дружбу с Барни Снэйтом, которого горожане считают преступником и отцом погибшего ребёнка Сисси. Перед смертью от туберкулёза Сисси раскрывают тайну личности отца её ребёнка, с которым она сама отказалась оставаться, поскольку не читала более любви в его глазах. Семья Валенси ожидает возвращение блудной дочери домой после смерти Сисси, но та предлагает Барни жениться на ней, объясняя свою решительность безнадёжной болезнью.
Барни привозит жену в свой дом на острове, что с первого взгляда поразило Валенси. Дом предстал перед нею Лазоревым замком из её воображения, куда она мысленно сбегала от реальности. Супруги вместе счастливо проводят время, читают её любимые книги Джона Фостера о природе, гуляют по городу.
Однажды на железнодорожном переезде туфля Валенси застряла перед самым приходом поезда. Барни удалось спасти перепуганную жену , но она долго потом размышляла, отчего не умерла в тот миг, почему её сердце не разорвалось, как определено страшной болезнью? Встретившись лично с доктором, Валенси узнаёт, что диагноз на имя «мисс Стерлинг» предназначался не ей, а её престарелой родственнице, и попал к молодой женщине по ошибке. Не застав утром мужа дома, Валенси понимает, что он оскорблён её обманом, которым она женила его на себе.
У дома ей встречается богатый господин, разыскивающий своего сына Барни. Доктор Редферн говорит, что много лет его сын не давал о себе знать, пока недавно не снял со счёта $15000, что и навело отца на след Барни. Валенси понимает, что рождественский подарок мужа — жемчужное ожерелье — в действительности не так дёшево, как ей говорили.
Валенси решает оставить Барни прощальную записку с извинениями за сложившееся недоразумение о болезни и идёт в тайную комнату Барни. Там она находит рукописи, говорящие о том, что её муж и её любимый писатель Джон Фостер — одно лицо.
Правда о Барни-миллионере мгновенно смывает все сомнения её родственников, которые желают примирения супругов. Барни является в дом её родителей и просит Валенси вернуться. Повествование заканчивается прощанием главных героев с Лазоревым замком на пути к новым приключениям.

## Плагиат
В 1987 году австралийка Колин Маккалоу, автор «Поющих в терновнике», опубликовала новеллу «Леди из Миссалонги». Критики обвинили её в плагиате произведения Люси Мод Монтгомери «Лазоревый замок» (1926). Маккалоу призналась, что читала произведения Монтгомери в юности и приписала сходство подсознательным воспоминаниям, что может классифицироваться как криптомнезия.